# Попеску, Ана Мария
Ана Мария Флорентина Попеску (в девичестве — Брынзэ, рум. Ana Maria Florentina Brânză, р. 26 ноября 1984) — румынская фехтовальщица-шпажистка, чемпионка Олимпийских игр в командных соревнованиях, двукратный серебряный призер олимпиад в личных турнирах, двукратная чемпионка мира в командных соревнованиях, семикратная чемпионка Европы (один раз в личном турнире и шесть раз в составе команды), двукратная чемпионка Европейских игр. Заслуженный мастер спорта Румынии (2007).

## Биография
Родилась в 1984 году в Бухаресте.
В 10 лет начала заниматься фехтованием, и уже спустя полгода стала чемпионкой Румынии в своей возрастной группе. С 13 лет начала тренироваться в молодёжном олимпийском центре. После окончания бакалавриата в Университете Крайова получила предложение учёбы в США, но предпочла остаться на родине. С 2001 года выступает за армейский спортивный клуб.
В 2002 году стала бронзовым призёром чемпионата мира. В 2004 году приняла участие в Олимпийских играх в Афинах, но заняла лишь 16-е место. В 2006 году стала чемпионкой Европы. В 2008 году завоевала золотую и серебряную медали чемпионата Европы, а на Олимпийских играх в Пекине стала серебряным призёром. В 2009 году вновь стала чемпионкой Европы. В 2010 году впервые получила золотую медаль чемпионата мира. В 2011 году завоевала золотую и бронзовую медали чемпионата мира, и золотую и бронзовую медали чемпионата Европы. В 2012 году стала серебряным призёром чемпионата Европы, а на Олимпийских играх в Лондоне заняла 11-е место в личном первенстве. В 2013 году завоевала золотую и серебряную медали чемпионата Европы, и бронзовую медаль чемпионата мира. В 2014 году вновь стала чемпионкой Европы. В 2015 году стала чемпионкой Европы, серебряным призёром чемпионата мира в командной шпаге и чемпионкой Европейских игр. В 2016 году стала вице-чемпионкой Европы в личной шпаге, а командных соревнованиях выиграла бронзовую медаль. Затем на Олимпийских Играх в Рио выиграла золотую медаль в команде. Через два года стала вице-чемпионкой мира в личном турнире.
В 2008 году награждена орденом «За спортивные заслуги» II степени I типа, а в 2011 году удостоена ордена «За спортивные заслуги» II степени II типа.
В 2016 году удостоена звания почётного гражданина Бухареста.